# Detonarea carbonului
Detonarea carbonului este un proces violent de reaprindere a fuziunii termonucleare a unei stele, de regulă pitică albă, făcând ca aceasta să se transforme într-o supernovă de tip Ia. Acest proces apare mai ales în situațiile în care pitica albă are un companion binar foarte apropiat care aruncă materie în spațiu, din diverse motive, iar mare parte din materia aruncată în spațiu ajunge pe aceasta mărindu-i masa.
Dacă pe pitica albă ajunge suficientă materie stelară de la companion, presiunea și temperatura vor crește suficient de mult pentru a aprinde carbonul din miezul ei. Detonarea carbonului are loc atunci când masa stelei se apropie la o valoare de 1% de limita Chandrasekhar (aproximativ 1,4 mase solare).
Simulările pe calculator au arătat că frontul de fuziune din miez se deplasează rapid spre suprafață ca o serie de „baloane” turbulente care se extind conform legii instabilității Rayleigh–Taylor. Frontul de fuziune, cunoscut și sub numele de „flacără termonucleară”, erupe explozibil prin suprafața stelei ceea ce face să fie văzută ca o supernovă de tip Ia.